# Anna Szymańska-Kwiatkowska
Anna Szymańska-Kwiatkowska (ur. 4 sierpnia 1946 w Grodzisku Mazowieckim) – polska dziennikarka, posłanka na Sejm X kadencji.

## Życiorys
W 1969 ukończyła Wydziale Ekonomii Politycznej Uniwersytetu Warszawskiego. Dwa lata później ukończyła Podyplomowe Studium Dziennikarskie na UW. Pracowała jako dziennikarka, w „Życiu Gospodarczym” oraz „Prawie i Życiu”. Pełniła funkcję redaktora naczelnego „Pani”, następnie tygodnika „Kobieta i Życie”. Należała do Związku Harcerstwa Polskiego i Zrzeszenia Studentów Polskich. W okresie 1970–1982 była członkinią Stowarzyszenia Dziennikarzy Polskich, a od 1982 do Stowarzyszenia Dziennikarzy PRL.
W 1971 wstąpiła do Polskiej Zjednoczonej Partii Robotniczej, z jej ramienia była radną Miejskiej Rady Narodowej w Grodzisku Mazowieckim. Należała do założycieli Polskiego Komitetu Współpracy z UNICEF. W latach 1989–1991 sprawowała mandat posła na Sejm kontraktowy wybranego w okręgu ochockim. Zasiadała w Komisji Kultury i Środków Przekazu, Komisji Konstytucyjnej i Komisji Polityki Społecznej i w dwóch komisjach nadzwyczajnych. W trakcie kadencji wstąpiła do Poselskiego Klubu Pracy. W 1990 była wśród inicjatorów powołania Demokratycznej Unii Kobiet, której pełniła funkcję wiceprzewodniczącej. W kolejnych wyborach nie ubiegała się o reelekcję.
W latach 90. kierowała czasopismem „Kobieta i Styl”, którego była założycielem. Od 2000 zajmowała stanowisko prezesa rady programowej Centrum Multimedialnego Foksal i wiceprezesa zarządu Polskiej Agencji Informacyjnej. W latach 2003–2006 była wiceprezesem zarządu Polskiej Agencji Informacji i Inwestycji Zagranicznych
W 1984 otrzymała Złoty Krzyż Zasługi.